# Ibn al-Athīr
Ibn al-Athīr (* 12. Mai 1160 in Dschazīrat Ibn ʿUmar (heute Cizre Provinz Şırnak, Türkei); † 1233 in Mossul), mit vollem Namen ʿAlī ibn Muhammad ibn ʿAbd al-Karīm ibn ʿAbd al-Wāhid, Abū l-Hasan al-Dschazarī asch-Schaibānī, mit dem Ehrentitel ʿIzz ad-Dīn, arabisch علي بن محمد بن عبد الكريم بن عبد الواحد، أبو الحسن الجزري الشيباني، عز الدين, DMG ʿAlī b. Muḥammad b. ʿAbd al-Karīm b. ʿAbd al-Wāḥid, Abū ʾl-Ḥasan al-Ǧazarī aš-Šaibānī, ʿIzz ad-Dīn, war ein arabischer Historiker. Er gilt als der bedeutendste muslimische Historiker des Hochmittelalters.
Die Familie führte seine Abstammung auf den arabischen Stamm der Banū Schaibān zurück. „al-Dschazarī“ steht für seinen Geburtsort, Dschazīrat Ibn ʿUmar, heute Cizre, wo die Banū al-Athīr zu den bekanntesten Großfamilien zählten.

## Werke
- al-Kāmil fī ʾt-tarīch / الكامل في التاريخ / al-kāmil fī ʾt-taʾrīḫ / ‚Die vollständige Geschichte‘. Der Verfasser nennt den Titel in der Einleitung: „ich habe (dieses Buch) so betitelt, wie es seinem Sinn entspricht: al-Kāmil fī ʾt-taʾrīḫ.“[2]

In seinem Hauptwerk, das in Mosul entstand, beschrieb er die Geschichte der islamischen Welt von der Schöpfung bis ins Jahr 1230–1231. Bis zum Jahr 922 ist das annalistisch angeordnete Werk ein zusammenfassender Auszug aus der Weltgeschichte von at-Tabarī, dessen Überliefererketten der Verfasser weglässt und den Text mit anderen Quellen harmonisiert. Somit stellt Ibn al-Athīr „eine Synthese alles dessen dar, was von der Historiographie zusammengetragen worden war.“
Zuweilen legte er seine Quellen zum Vorteile der Dynastie der Zengiden aus, denen er diente. Dieses Werk enthält auch Angaben zur Belagerung Jerusalems im Jahre 1099 durch die Kreuzfahrer und deren Sturm auf die al-Aqsa-Moschee auf dem Tempelberg in Jerusalem. Al-Athīrs Angabe, wonach dabei Zehntausende Menschen getötet wurden, wird von der modernen Geschichtswissenschaft als grob verfälschend eingestuft. Es wird heute davon ausgegangen, dass die Zahl der Opfer kaum über 3.000 lag.
Zahlreiche Historiker haben das Werk in der Folgezeit als Quelle benutzt und die Übertreibungen so verbreitet.
Erstmals ist das Werk 1851–1876 in Leiden vom schwedischen Orientalisten C.J. Tornberg unter dem Titel Ibn al-Athiri Chronicon quod perfectissium inscribitur in 14 Bänden herausgegeben und seitdem mehrfach nachgedruckt worden.
- Usd al-ghāba fī maʿrifat as-sahāba / أسد الغابة في معرفة الصحابة / Usd al-ġāba fī maʿrifati ʾṣ-ṣaḥāba / ‚Die Löwen des Dickichts zur Kenntnis der Prophetengefährten‘. Dieses Werk ist eine umfassende Biographie über das Leben und Wirken der Prophetengefährten, in der er das Leben rund 7.500 männlicher Gefährten von Mohammed, oft mit Hinweis auf die Prophetensprüche, die sie nach Mohammed überliefert haben, in alphabetischer Reihenfolge beschrieb. Den letzten Band widmete er, gemäß den Gepflogenheiten islamischer Biographen, den weiblichen Gefährten.

Mit den zengidischen Atabegs von Mosul befasste er sich in einem lobenden Werk.